# Kenji Doihara
Kenji Doihara, in giapponese 土肥原 賢二 (Okayama, 8 agosto 1883 – Tokyo, 23 dicembre 1948), è stato un generale dell'Esercito Imperiale Giapponese, uno dei pianificatori dell'invasione della Manciuria. Era soprannominato il Lawrence della Manciuria.
Ricoprì numerosi e svariati incarichi nell'abito dell'esercito: fu a capo del Servizio Speciale in Manciuria (dal settembre 1931), addetto allo Stato Maggiore dell'Esercito del Kwangtung (1933), consigliere capo del Governo Provvisorio della Cina; Comandante della V Armata in Manciuria (1938 - 1940), membro del Consiglio Supremo della Guerra (1940-1943), Ispettore Generale dell'Aeronautica Imperiale (1941), comandante in capo dell'Esercito dell'Est in Giappone (1943).
Nel 1945, verso la conclusione della seconda guerra mondiale, ritornò in Giappone dove ricoprì l'incarico di Ispettore Generale dell'addestramento militare, una delle posizioni più prestigiose all'interno dell'esercito.
Dopo la resa del Giappone fu catturato dalle forze di occupazione ed accusato di crimini di guerra durante il Processo di Tokyo. Riconosciuto colpevole, fu condannato alla pena capitale tramite impiccagione presso la prigione di Sugamo.